# Brodziec śniady
Brodziec śniady (Tringa erythropus) – gatunek średniej wielkości ptaka wędrownego z rodziny bekasowatych (Scolopacidae). Nie jest zagrożony wyginięciem. Nie wyróżnia się podgatunków.

## Występowanie
Zamieszkuje obszar od północnej części Półwyspu Skandynawskiego, poprzez północno-zachodnią Rosję, Syberię po Półwysep Czukocki. Zimuje od Europy Zachodniej poprzez basen Morza Śródziemnego do Afryki równikowej oraz poprzez Bliski Wschód, Indie po Azję Południowo-Wschodnią, południowo-wschodnie Chiny i Tajwan.
W Polsce nielicznie, lecz regularnie pojawia się podczas przelotów w kwietniu–maju i sierpniu–listopadzie.

## Morfologia
WyglądBrak wyraźnego dymorfizmu płciowego. W upierzeniu godowym całe ciało łupkowo-czarne z białymi prążkami i plamkami głównie w tylnej części ciała. Kuper i ogon pozostają białe. Na ogonie czarne, poprzeczne prążkowanie. Dziób czarny z czerwoną nasadą, a nogi czerwonobrązowe. W upierzeniu spoczynkowym wierzch ciała szarobrązowy z jasnymi plamkami, a spód ciała biały z delikatnym szarawym nalotem lub deseniem. Osobniki młodociane podobne do dorosłych w szacie spoczynkowej, jednak ciemniejsze, z gęstszym plamkowaniem, szczególnie w przedniej części ciała, i z żółtopomarańczowymi nogami.
Wymiary średniedługość ciała 29–32 cm
rozpiętość skrzydeł 61–67 cm
masa ciała 97–230 g

## Ekologia i zachowanie
BiotopBagna i brzegi jezior w pasie tundry i lasotundry.
GniazdoNa ziemi.
JajaW ciągu roku wyprowadza jeden lęg, składając w maju–czerwcu 4 jaja.
WysiadywanieCzas wysiadywania lęgu sporny. Samica zazwyczaj opuszcza samca i młode przed pierzeniem się tych ostatnich.
PożywienieWodne bezkręgowce, które zdobywa brodząc w wodzie.

## Status i ochrona
Międzynarodowa Unia Ochrony Przyrody (IUCN) uznaje brodźca śniadego za gatunek najmniejszej troski (LC – Least Concern) nieprzerwanie od 1988 roku. Liczebność światowej populacji, według szacunków organizacji Wetlands International z 2015 roku, mieści się w przedziale 110–270 tysięcy osobników. Trend liczebności populacji uznawany jest za stabilny.
W Polsce jest objęty ścisłą ochroną gatunkową.